# 奥古斯丁·基普罗诺·乔盖
奥古斯丁·基普罗诺·乔盖（Augustine Kiprono Choge，1987年1月21日—），肯尼亚男子田径运动员，2006年英联邦运动会男子5000米金牌得主、2012年世界室内田径锦标赛男子3000米银牌得主、2016年世界室内田径锦标赛男子3000米铜牌得主。